# Barry Jenkins
Barry Jenkins (Miami, Florida, 1979. november 19. –) Los Angelesben élő Oscar-díjas amerikai filmrendező, producer és forgatókönyvíró. Nevét az Orvosság búbánatra (2008) és a Holdfény (2016) című film tette ismertté. Utóbbi több tucat díjat nyert, amelyek közül a legkiemelkedőbbek a 74. Golden Globe-gálán a legjobb filmdrámának adott díj, a legjobb filmnek járó Oscar-díj, továbbá a legjobb adaptált forgatókönyv kategóriában nyert díj, amelyet Tarell Alvin McCraney társszerzővel közösen kaptak.

## Életrajza
Jenkins 1979-ben Miami szomszédságában, egy a feketék számára épült lakótelepen, Liberty City-ben született egy négy gyermekes család legkisebb gyermekeként. 12 éves volt, amikor apja meghalt, aki korábban elvált feleségétől, mert úgy gondolta, a fiú nem az ő vér szerinti gyermeke. Jenkinst nem az anyja, hanem egy idegen nő nevelte egy túlzsúfolt bérlakásban. Egy német rádiónak adott interjúban elmondta, hogy főiskolás kora előtt nem voltak fehér ismerősei.
Jenkins később Tallahasseeben a Floridai Állami Egyetem filmes szakán szerzett diplomát.
2017 júniusában Barry Jankinst a Filmművészeti és Filmtudományi Akadémia tagjává választották.

## Pályafutása

### 2000–2011: Korai munkái
Néhány rövidfilm után 2008-ban mutatták be első egész estés moziját, a nálunk is játszott Orvosság búbánatra (Medicine for Melancholy) című filmet. A kis költségvvetésű független film főszerepét Wyatt Cenac és Tracey Heggins játszotta, a forgatókönyvet pedig maga Jenkins írta. A sokak által a fekete indie szubkultúrába sorolt filmnek kritikai visszhangja kedvező volt.
Első sikeres filmje után előbb a Focus Features  számára egy „Stevie Wonderról és időutazásról” szóló filmeposzt, majd James Baldwin If Beale Street Could Talk  című regényének filmadaptációjához írt frogatókönyvet, ám ezekből akkor nem született film. Később ácsként dolgozott és társalapítója lett egy reklámügynökségnek. 2011-ben írta és rendezte a Futurestates televíziós sci-fi sorozat Remigration c. epizódját. Jenkins részt vett az HBO A hátrahagyottak című sorozatának az írásában, bár erről azt mondta, nem volt túl nagy része benne.

### 2016:Holdfény
Jenkins nyolc év után 2016-ban rendezett ismét egész estés játékfilmet. A Holdfény forgatókönyvét Tarell Alvin McCraney In Moonlight Black Boys Look Blue című, részben önéletrajzi ihletésű drámájából a szerzővel közösen írták. A film Miamiban játszódik az 1980-as években és Chironnak, egy kábítószeres környezetben, zilált családi körülmények között felnövő afroamerikai gyereknek a történetét meséli el három fejezetben. A filmet Miamiban forgatták, részben egy Liberty City-hez közeli lakótelepen, nem messze onnan, ahol Jenkins és McCraney is a gyerekkorát töltötte. A film világpremierje 2016. szeptember 2-án volt a Telluride-i Filmfesztiválon. Anthony Oliver Scott, a The New York Times ismert filmkritikusa így írt a filmről: „A Holdfény a fekete testek méltóságáról, szépségéről és szörnyű sebezhetőségéről szól, a fekete életek egzisztenciális és fizikai létezésének a kérdéseit vizsgálja.”
Az IndieWire 2016 decemberében kétszáz filmkritikus véleménye alapján Jenkinst hozta ki a legjobb rendezőnek.
A film több tucat díjat kapott.  A 74. Golden Globe-gálán elnyerte a legjobb filmdrámának járó díjat, és további öt kategóriában jelölték. A 89. Oscar-gálán nyolc jelölésből hármat váltott díjra, többek között Jenkins és McCraney kapta a legjobb adaptált forgatókönyvnek járó díjat..

### 2017-től napjainkig
2017-ben Jenkins rendezte a Netflix saját gyártású Dear White People című sorozatának az ötödik epizódját.
2017 márciusában az Amazon bejelentette, hogy rövid drámasorozatot készít Colson Whitehead The Underground Railroad című regényéből, a forgatókönyvírással és a rendezéssel Jenkinst bízták meg.
2015-ben a Netflix T-Rex címen készített egy dokumentumfilmet az első olimpiai aranyérmes amerikai boxolónőről Claressa „T-Rex” Shieldsről. A Universal Pictures megvásárolta a filmhez kapcsolódó jogokat. Jenkinst már 2016 óta foglalkoztatja a sportoló pályafutás és a stúdió megbízásából ő írja a boxolónő életéről és felnőtté válásáról szóló film forgatókönyvét.
2017-ben Jenkins elkezdte forgatni a már említett James Baldwin regény, az If Beale Street Could Talk alapján készülő filmjét, amelynek forgatókönyvét még 2013-ban írta Berlinben, ugyanakkor, amikor a Holdfényét. A filmet várhatóan 2018 novemberében mutatják be.

## Filmográfia
- 2003 - My Josephine (rövidfilm)
- 2003 - Little Brown Boy (rövidfilm)
- 2008 - Orvosság búbánatra
- 2009 - A Young Couple (rövidfilm)
- 2009 - Tall Enough (rövidfilm)
- 2011 - Futurestates (TV-sorozat) (1 epizód) - Remigration
- 2011 - Chlorophyl (rövidfilm)
- 2016 -  Holdfény
- 2017 - Dear White People (TV-sorozat) (1 epizód)
- 2018 - Ha a Beale utca mesélni tudna (utómunkálatok)
- A föld alatti vasút (TV-sorozat) (11 epizód) (előmunkálatok)
- 2024 -  Mufasa: Az oroszlánkirály

## Díjai és nevezései
- Barry Jenkins Awards. IMDb.com

## Fordítás
- Ez a szócikk részben vagy egészben  a   Barry Jankins című angol Wikipédia-szócikk ezen változatának fordításán alapul.  Az eredeti cikk szerkesztőit annak laptörténete sorolja fel. Ez a jelzés csupán a megfogalmazás eredetét és a szerzői jogokat jelzi, nem szolgál a cikkben szereplő információk forrásmegjelöléseként.